# Bert Kuipers
Bert Kuipers (De Bilt, 26 juni 1952) is een Nederlands predikant en kunstschilder.

## Biografie
Kuipers groeide op in De Bilt. Hij studeerde theologie en kerkgeschiedenis aan de Universiteit van Utrecht. Hierna studeerde hij bouwkunde aan de Technische Hogeschool in Delft.
Kuipers was vanaf begin jaren tachtig predikant aan de Pieterskerk in Breukelen. Hierna was hij voor negen jaar predikant in de Taborkerk en Lutherse kerk in Purmerend. In 1996 werd hij predikant aan de Grote of Sint-Laurenskerk in Rotterdam. Hij kreeg hier als bijnaam de Laurenspastor. Hij ging in 2017 met emeritaat, maar wordt soms nog wel gevraagd als gastpredikant. Na zijn emeritaat is hij zich gaan toeleggen op het maken van kunstwerken. Hij maakt onder meer cartoons met karikaturen over Maarten Luther en het Christendom en ook schilderijen van kerkgebouwen, havens en landschappen.
Kuipers werd in 2018 onderscheiden met de Rotterdammert voor zijn inzet voor bedreigde moslims in Rotterdam en de MH17-ramp. Hij kreeg deze onderscheiding bij zijn afscheid als dominee.

## Publicaties
- (2010) Zondag gaan we naar de kerk ISBN 9789023924906
- (2010) Maandag gaan we naar de kerk ISBN 9789023925002
- (2012) Tien motieven ISBN 9789023923220